# تو ستيبس بيهايند
«تو ستيبس بيهايند» (بالإنجليزية: Two Steps Behind)‏، هي أغنية لفرقة الهارد روك البريطانية ديف ليبارد من ألبومها من عام 1993، ريترو أكتيف والموسيقى التصويرية للفيلم لاست أكشن هيرو. وصلت الأغنية للمرتبة 5 على لائحة بيلبورد هوت لأغاني الروك السائد، والمرتبة 12 على لائحة بيلبورد هوت 100. في جوائز اختيار القراء لميتال إيدج عام 1993، اختيرت الأغنية كـ«أغنية العام» و«أفضل أغنية من موسيقى تصويرية لفيلم».
سجلت ديف ليبارد نسختين مختلفتين من الأغنية: نسخة صوتية وأخرى كهربائية. الإصدار الأكثر انتشاراً كان للنسخة الصوتية التي برزت في ألبوم أفضل الأغاني فاولت. تختلف النسخة الصوتية الواسعة الانتشار عن أغنية الوجه ب الأصلية، من ناحية إبرازها لإضافة أوتار من قبل مايكل كامن، لكي تُستعمل في الموسيقى التصويرية لـلاست أكشن هيرو.
سمى إدواردو ريفادافيا، مراجعاً ريترو أكتيف لأول ميوزيك.كوم، «تو ستيبس بيهايند» إضافة لـ«ميس يو إن أ هارتبيت» بأنها «أغاني بالاد صلبة لكنها بالكاد ابتكارية» وواحدة من اختيارات الألبوم.
برزت نسخة ديف ليبارد الصوتية أيضاً في دي في دي سي إم تي كروسرودز مع تايلور سويفت كأغنية بارزة إضافية.
إلى جانب الأغنية «ليتس غيت روكد» من ألبوم الفرقة من عام 1992، أدرينالايز، فإن هاتين الأغنيتين هما الوحيدتان اللتان صدرتا بعد الثمانينات ولاتزالان تُغنيان مباشرة بشكل اعتيادي في كل جولات الفرقة تقريباً.

## الخلفية والتسجيل
أُلفت الأغنية وجُربت من قبل المغني الرئيسي جو إليوت في 1989 أثناء جلسات الكتابة والتسجيل لألبوم الفرقة الخامس أدرينالايز. تم تخزين الأغنية لثلاثة أعوام حتى ظهورها مرة أخرى بعد جلسة عزف صوتي ليلية مع هوتهاوس فلاورز في مارس 1992، والتي ولدت ثلاث أغان للوجه ب. عندما اقترح إليوت تسجيل «تو ستيبس بيهايند»، اقترح كولين تسجيلها كنسخة صوتية. سًجلت الأغنية في بضع ساعات في أبريل 1992 وأُصدرت كالوجه ب للأغنية «ميك لاف لايك أ مان» في المملكة المتحدة. لاحقاً في 1993، اتصل منتجو الفيلم لاست أكشن هيرو بالفرقة طالبين أغنية جديدة للموسيقى التصويرية للفيلم. كون الفرقة لا تزال تقوم بجولة ذلك الوقت، فلم تستطع تسجيل أغنية جديدة للموسيقى التصويرية. بدل ذلك، أرسلت الفرقة المسارات المتعددة للنسخة الصوتية من «تو ستيبس بيهايند» للمنتجين. تم عمل ريمكس للأغنية وقام المدير مايكل كامن بإضافة معالجة أوتار أوركسترية للأغنية. إضافة الأغنية للموسيقى التصويرية للفيلم ألهم الفرقة على إنتاج الألبوم التجميعي ريترو أكتيف من أغاني الوجه ب والأغاني التي لم تُصدر، وتسجيل أجزاء جديدة للنسخة الكهربائية في 7 - 11 يونيو.

## أغنية مصورة
كانت الأغنية المصورة من إخراج شركة واين إيشام، وكان تاريخ التصوير التقريبي في 10 يوليو 1993. تم التقاط المشاهدة المباشرة في إرفاين ميدوز، كاليفورنيا، الولايات المتحدة. تظهر الأغنية المصورة الفرقة تغني في موقف سيارات، مع غناء جو إليوت على الشارع بينما بقية المارة يمشون للوراء إضافة لتصوير مباشر. تم بث الفيديو في أغسطس 1993.

## قائمة الأغاني

### سي دي: بلادجن ريفولا / LEPCD 12 (المملكة المتحدة) / 862 793-2 (دولياً)
1. «تو ستيبس بيهايند»
2. «تونايت»
3. «إس إم سي»

### سي دي: بلادجن ريفولا / تين كان / LEPTN 12 (المملكة المتحدة) / 862 813-2 (دولياً)
1. «تو ستيبس بيهايند»

ُ# «تونايت»
1. «إس إم سي»

### أغنية الكاسيت المنفردة: كولومبيا / 38T-77116 (الولايات المتحدة)
1. «تو ستيبس بيهايند»
2. «تونايت»

## لوائح
| اللائحة (1993–94)                     | أعلى مركز |
| ------------------------------------- | --------- |
| بيلبورد أغاني ألبومات الروك الأمريكية | 5         |
| بيلبورد هوت 100                       | 12        |

| لائحة نهاية العام (1993) | المركز |
| ------------------------ | ------ |
| بيلبورد هوت 100          | 100    |

## نسخ مقلدة
قامت المغنية الفلبينية-الصينية ريتشيل أن غو بتقليد الأغنية لألبومها لعام 2007 أوبسيشن.